# Betty Linderoth
Betty Linderoth, född Cedergrén i Stockholm 13 februari 1822, död 10 december 1900 i Stockholm, var en svensk urmakare och drev tillsammans med maken Gustaf Wilhelm Linderoth och sonen Johan G. Linderoth firman Linderoths urfabrik vid Drottninggatan i Stockholm. 

## Biografi

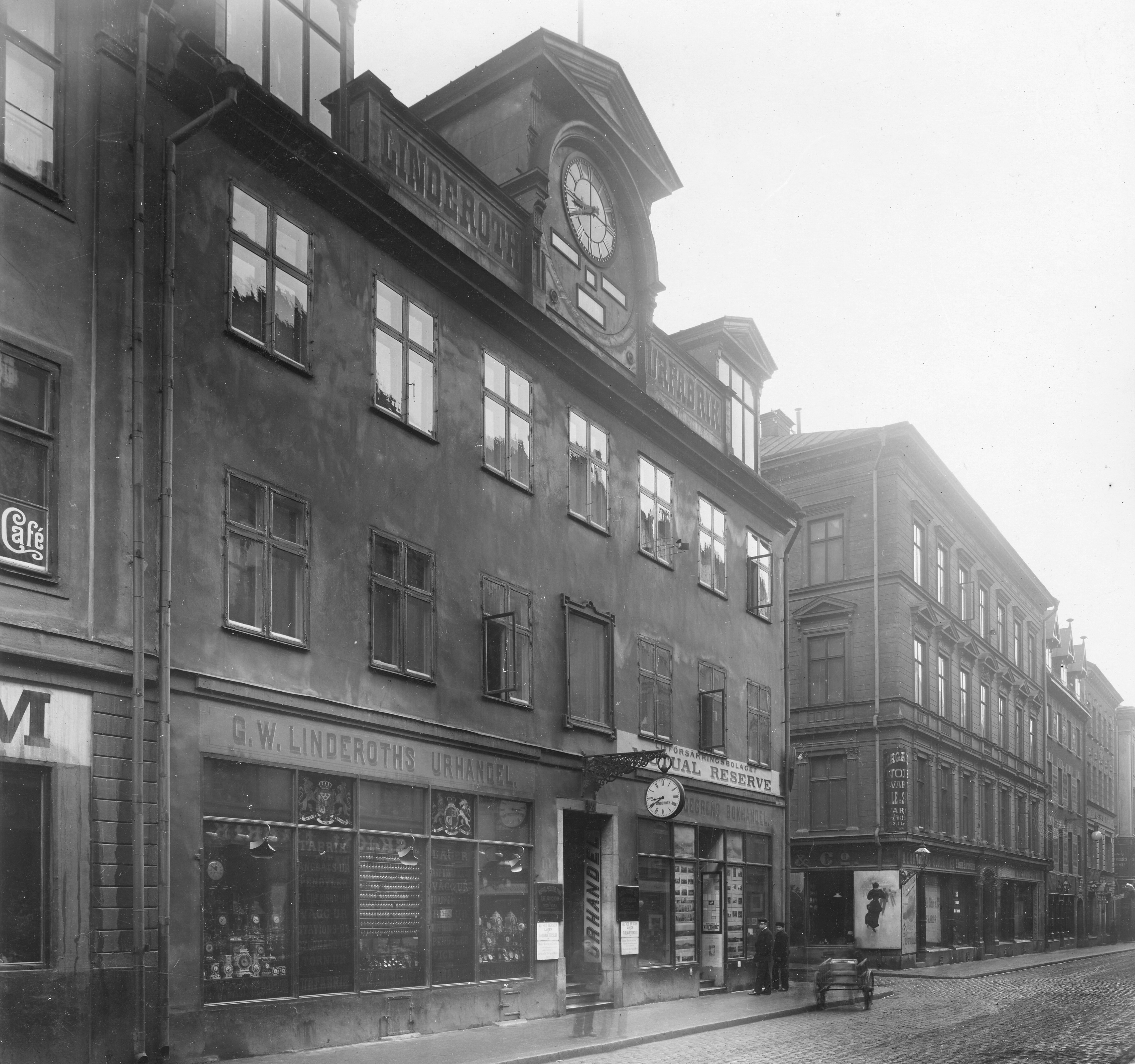
G.W. Linderoths urfabrik 1895.

Betty Linderoth var dotter till en urmakare i Stockholm, och utbildade sig i sin fars verkstad, urfabrikanten Johan Fredrik Cedergrén, som hans lärling och gesäll. Då hon hånades av de andra lärlingarna på grund av sitt kön och kallades för "urmakaren i kjolar", klippte hon av sig håret och studerade klädd som en pojke. 
1844 gifte hon sig med urmakaren Gustaf Wilhelm Linderoth (död 1871), som gjorde henne till verkstadsmästare vid sitt urmakeri i Stockholm. Hon lärde även upp andra i yrket, bland annat åtta kvinnliga elever. 1856 gjorde hon en studieresa till Paris, och senare även till Schweiz. Hon fick senare till uppgift att göra hembesök och dra upp klockorna för urmakeriets kunder. Bland hennes kunder fanns Josefina av Leuchtenberg och prinsessan Eugenie.  
Utöver tillverkningen av större ur till kyrkor och byggnader blev firman känd för sina fina vetenskapliga instrument. Hit hörde exempelvis en milräkningsmaskin från 1872 innehållande 1000 räkneverk för Statens järnvägars vagnpark och en elektrisk kontrollapparat 1904 för att mäta tågens hastighet över Forsmobron i Ångermanland.  
Betty Linderoth var kunglig hovurmakare hos Oscar II. Hon blev 1862 den första kvinnliga svenska urmakare som fick sitt arbete utställt på världsutställningen i England, där hon fick ett hedersomnämnande. Hennes man deltog i samma utställning och fick även han pris. Hon blev hedersledamot i Stockholms urmakaresocietet 1889 och i Sveriges urmakareförening 1892. Hon slutade arbeta 1884. Hennes son Johan Gustaf Linderoths adoptivson Lars Linderoth (1877–1942) övertog 1924 firman efter faderns död. Också han utnämndes till hovurmakare. Företaget upphörde 1963.